# Вступ Польщі до Європейського Союзу
Вступ Польщі до Європейського Союзу (пол. Akcesja Polski do Unii Europejskiej) — процес, який дозволив Республіці Польща приєднатися до Європейського Союзу 1 травня 2004 року, під час першого етапу п'ятого розширення Європейського Союзу. Таким чином, Європейський Союз був розширений до 25 держав-членів (Польща увійшла одночасно з 9 іншими державами).

## Історія

### Початкова ситуація
16 вересня 1988 року Польща та Європейське співтовариство встановлюють дипломатичні відносини. Через рік 19 вересня 1989 року у Варшаві між ними підписана угода про торговельно-економічне співробітництво.
Політичні зміни після 1989 року та створення Польської Третьої Республіки дали змогу розпочати переговори про асоціацію Польщі з Європейськими Співтовариствами. Почалися офіційні переговори 22 грудня 1990 року і закінчився на 16 грудня 1991 року шляхом підписання Угоди про асоціацію між Республікою Польща та Європейськими Співтовариствами. Цей договір набув чинности 11 лютого 1994 року, через три місяці після набрання чинности Договору про Європейський Союз.

### Подання кандидатури
Європейська рада на засіданні в Копенгагені підтвердила, що країни Центральної та Східної Європи приєднаються до Європейського Союзу після виконання економічних (критерії конвергенції) та політичних (Копенгагенські критерії) критеріїв. 5 квітня 1994 року Вальдемар Павляк звернувся до Теодороса Пангалоса, міністра закордонних справ Греції та діючого президента Ради Європейського Союзу, з листом, у якому він офіційно просив Польщу приєднатися до Європейського Союзу.
Уряд Республіки Польща має честь подати Вам заявку на членство в Європейському Союзі, подану Республікою Польща відповідно до статті O Договору про Європейський Союз, і повідомити Вам, що Польща готова розпочати переговори про його прийняття в установленому порядку.— Вальдемар Павляк, Офіційна заявка Польщі на членство в Європейському Союзі
На Європейській раді в Ессені 9-10 грудня 1994 року, держави-члени підтвердили своє бажання розширитися до асоційованих країн і прийняли стратегію перед вступом, яка полягає у визначенні сфер і форм співпраці, які вважаються важливими для прискорення інтеграції.
Ця стратегія, Біла книга, що готує асоційовані держави Центральної та Східної Європи до їхньої інтеграції у внутрішній ринок Союзу, була прийнята Європейською радою в Каннах у 1995 році. Вона визначає пріоритетні заходи, які необхідно вжити, а також шлях транспонування acquis communautaire. Комісія публікує на основі «Порядку денного 2000», складеного на основі відповідей на анкету, яка була надана країнам-кандидатам, перелік країн, з якими можна швидко розпочати переговори.
Сейм прийняв «Національну стратегію інтеграції» (SNI) у травні 1997 року. SNI формулює конкретні завдання щодо членства в ЄС та шляхи їх виконання. Цю стратегію розробив «Офіс з інтеграції до Європейського Союзу». Таким чином, його цілі полягали в тому, щоб прискорити та скерувати роботу уряду, а також допомогти підвищити обізнаність суспільства. Зокрема, передбачалася можлива участь в Економічному і валютному союзі. Національна програма підготовки до членства від 23 червня 1998 року змінювалася щороку для вдосконалення стратегій переговорів.

### Перемовини
Згідно з думкою Європейської комісії 16 липня 1997 року, Європейська Рада Люксембурга 12-13 грудня 1997 року вирішила розпочати переговори про вступ з п'ятьма країнами Центральної та Східної Європи (Польщею, Чехією, Угорщиною, Словенією та Естонією) та Кіпром.
Процес розширення ЄС було розпочато на засіданні Ради з загальних питань 30 березня 1998 року. Почалися переговори 31 березня 1998 року в Брюсселі. Головами польської переговорної групи (Polskiego Zespołu Negocjacyjnego - PZN): Яцек Саріуш-Вольський (1997-2001) та Данута Хюбнер (2001-2004).
Метою переговорів було встановлення спільної позиції між Президентом PZN та Європейським комісаром з питань розширення, щоб подати її на затвердження Європейській комісії. Метою переговорів була підготовка Договору про приєднання, який був прийнятий на останньому засіданні Міжурядової конференції з питань приєднання.

### Вступ
Договір про приєднання, за умови його схвалення та прийняття абсолютною більшістю голосів Європейським парламентом (9 квітня 2003 р.) та одноголосно Радою Європейського Союзу (14 квітня 2003 р.), має бути ратифікований усіма державами-членами відповідно до їхніх відповідних конституційні вимоги (крім Ірландії, де вона була ратифікована на національному референдумі, інші держави-члени ратифікували її через парламент). Договір набув чинності після завершення процедури ратифікації ЄС. У Польщі процес встуру відбувся на загальнонаціональному референдумі 7-8 червня 2003 р. Полякам було поставлене запитання:
Чи згодні Ви на вступ Республіки Польща до Європейського Союзу?— Питання на референдумі
Згідно з офіційними результатами Państwowa Komisja Wyborcza (Національної виборчої комісії), на виборчі дільниці прийшли 58,85% тих, хто має право голосу (тобто 17 586 215 осіб із 29 868 474 осіб, які мають право голосу), і з них 75% відповіли «так» на це питання (13 516 612). З них 22,55% (або 3 936 012) відповіли «ні». Крім того, було 126 194 недійсних бюлетенів.
1 травня 2004 року Польща стала повноправним членом Європейського Союзу разом з дев'ятьма іншими європейськими країнами.

### Хронологія
| Дата                 | Подія |
| -------------------- | --- |
| 16 вересня 1988      | Встановлення дипломатичних відносин між Польщею та Європейськими Співтовариствами.                                       |
| 14 липня 1989        | Запис на участь у програмі PHARE.                                                                                        |
| 19 вересня 1989      | Підписання угоди про торговельно-торговельне та економічне співробітництво.                                              |
| 26 лютого 1990       | Призначення посла Польщі в Європейських Співтовариствах Яна Кулаковського.                                               |
| 25 травня 1990       | Польща представила пропозицію розпочати переговори щодо угоди про асоціацію.                                             |
| 26 січня 1991        | Призначення Урядового агента з питань європейської інтеграції та іноземної допомоги: Сарюш-Вольський.                    |
| 16 грудня 1991       | Підписання Угоди про асоціацію між Польщею та Європейським Співтовариством.                                              |
| 11 березня 1992 року | Набуття чинності торговими положеннями Угоди про асоціацію.                                                              |
| 4 липня 1992         | Ратифікація польським парламентом Європейської угоди.                                                                    |
| 16 червня 1992       | Ратифікація Європейської угоди Європейським парламентом.                                                                 |
| 21-22 червня 1993    | Підтвердження Європейською радою в Копенгагені вступу країн ЦСЄ до ЄС (після виконання ними Копенгагенських критеріїв).  |
| 7 березня 1994       | Перше засідання Ради асоціації ЄС-Польща.                                                                                |
| 5 квітня 1994        | Польща подає заявку на членство в ЄС в Атенах.                                                                           |
| 9-10 грудня 1994     | Європейська рада Ессена: прийняття передвступної стратегії та підтвердження бажання ЄС поширитися на асоційовані країни. |
| 26-27 червня 1995    | Підтвердження стратегії Білої книги Польща-Європейський Союз.                                                            |
| 3 жовтня 1996        | Початок роботи Комітету з євроінтеграції.                                                                                |
| 28 січня 1997        | Прийняття польським урядом стратегії національної інтеграції.                                                            |
| 2 квітня 1997        | Прийняття польським парламентом Конституції Польщі (стаття 90 щодо Європи).                                              |
| 12-13 грудня 1997    | Рішення Європейської ради Люксембургу про початок переговорів про вступ з Польщею.                                       |
| 27 березня 1998      | Призначення польським урядом групи переговорів.                                                                          |
| 31 березня 1998      | Початок переговорів про вступ у Брюсселі.                                                                                |
| 23 червня 1998       | Прийняття Урядом Республіки Польща першого видання Національної програми підготовки до вступу до ЄС.                     |
| 4 травня 1999        | Прийняття першої модифікації Національної програми підготовки до членства в ЄС.                                          |
| 14-15 грудня 2001    | Прийняття декларації про майбутнє відновлюваної енергії в ЄС з міста Лаекен у Бельгії.                                   |
| 13 грудня 2002       | Завершення переговорів про вступ на саміті в Копенгагені.                                                                |
| 19 березня 2003      | Європейський парламент голосує за звіт Комісії про розширення ЄС у 2004 році.                                            |
| 9 квітня 2003        | Європейський парламент схвалив вступ 10 нових членів до ЄС, у тому числі Польщі.                                         |
| 14 квітня 2003       | Рада Європейського Союзу віддана вступу 10 нових членів до ЄС, включаючи Польщу.                                         |
| 16 квітня 2003       | Підписання Договору про приєднання в Афінах Польщею та 9 іншими країнами .                                               |
| 7-8 червня 2003      | Референдум у Польщі про вступ до Європейського Союзу та ратифікацію Атенського договору.                                 |
| 13-15 квітня 2003    | Заслуховування комісарів 10 pays, які вступають до ЄС - Польща має Дануту Хюбнер як комісар.                             |
| 11 травня 2004 року  | Набуття чинності Договором про приєднання: розширення ЄС до 10 нових країн, включаючи Польщу.                            |

## Перешкоди

### Причини

#### Політична ідентичність
Ян Кулаковський, журналіст, політичний і профспілковий діяч, перший посол Польщі в ЄС, написав: «Польща, як і інші країни Центральної та Східної Європи, завжди була частиною сім’ї європейських народів». Польща, за Кулаковським, зазнала комунізму, який був «політичною системою, чужою польській ідентичности».

#### Економічна
Польща раніше була частиною РЕВ, конкуруючої економічної організації для країн комуністичного блоку. Однак, коли блок розпався, традиційні клієнти Польщі зникли, що призвело до економічних проблем у країні. Компанії, досі ізольовані від західного конкурентного середовища, опинилися в потребі реструктуризації, звідси потреба залучення іноземних інвестицій.

### Проблеми

#### Корупція
Корупція була однією з головних проблем членства, оскільки в Польщі вона виходить за межі судової системи.

#### Державна служба
Однією з порушених проблем була низька кількість державних службовців, чисельність яких була недостатньою для забезпечення становлення незалежної, стабільної та компетентної державної служби.
Справді, прийняття acquis communautaire вимагає впровадження нових стандартів, тоді як перевантаженість Сейму є важливою. У липні 1999 року, закон запроваджує професіоналізацію керівників, щоб зробити їх незалежними щодо політичної небезпеки. Однак різниця між низькими зарплатами на державній службі та вищими в приватному секторі призводить до відходу працівників з першого на другий, що, незважаючи на прогрес, досягнутий у цій сфері, шкодив проведеним реформам.

#### Придбання землі іноземцями
Одним з труднощів було те, що стосуються «вільного руху товарів» та придбання землі іноземцями. Справді, вони повинні були отримати попередній дозвіл від Міністерства внутрішніх справ. За словами Іва Злотовського, побоювання щодо продажу землі іноземцям в основному були на заході, на територіях, відновлених у 1945 році поблизу німецького кордону.

## Громадська думка

### Позиція політичних партій
| Ліворуч                        | Так  | Ні   | Труднощі з відповіддю |
| ------------------------------ | ---- | ---- | --------------------- |
| Унія Свободи                   | 94 % | 1 %  | 5 %                   |
| Виборчий Альянс «Солідарність» | 74 % | 15 % | 11 %                  |
| Союз демократичних лівих сил   | 56 % | 32 % | 12 %                  |
| Польська селянська партія      | 39 % | 40 % | 21 %                  |

### Еволюція
У наступній таблиці наведено результати опитувань, проведених Centrum Badania Opinii Społeczne, у яких було поставлене запитання:
| Дата          | Так  | Ні   | Невизначені |
| ------------- | ---- | ---- | ----------- |
| 1994 рік      | 78 % | 4 %  | 18 %        |
| Травень 1995  | 71 % | 9 %  | 20 %        |
| Травень 1996  | 81 % | 8 %  | 11 %        |
| Березень 1997 | 72 % | 12 % | 16 %        |
| Квітень 1997  | 72 % | 11 % | 17 %        |
| Липень 1997   | 72 % | 12 % | 16 %        |
| Травень 1998  | 65 % | 20 % | 15 %        |
| Серпень 1998  | 61 % | 20 % | 19 %        |
| Грудень 1998  | 62 % | 20 % | 18 %        |
| Січень 1999   | 64 % | ? %  | ? %         |
| Травень 1999  | 56 % | 25 % | 19 %        |
| Червень 1999  | 55 % | 26 % | ? %         |
| Листопад 1999 | 59 % | 26 % | 15 %        |
| Лютий 2000    | 54 % | 26 % | 20 %        |
| Травень 2000  | 60 % | 24 % | 16 %        |
| Вересень 2000 | 54 % | 26 % | 20 %        |
| Березень 2001 | 54 % | 29 % | 17 %        |
| Березень 2002 | 66 % | 25 % | 9 %         |
| Травень 2002  | 75 % | 19 % | 6 %         |
| Липень 2002   | 67 % | 23 % | 10 %        |
| Жовтень 2002  | 72 % | 20 % | 8 %         |
| Квітень 2003  | 68 % | 22 % | 10 %        |

### Цитати
1. ↑  Це Кіпр, Чехія, Естонія, Латвія, Литва, Мальта, Польща, Словаччина, Словенія та Угорщина.
2. 1 2 3 4 5  Це Кіпр, Чехія, Естонія, Латвія, Литва, Мальта, Польща, Словаччина, Словенія та Угорщина.